# Kolbuszowa
Kolbuszowa – miasto w województwie podkarpackim, w powiecie kolbuszowskim. Leży nad rzeką Nil, na płaskowyżu Kolbuszowskim w Kotlinie Sandomierskiej na skraju Puszczy Sandomierskiej. Siedziba gminy miejsko-wiejskiej.
Kolbuszowa leży w dawnej ziemi sandomierskiej, na południowo-wschodnim skraju historycznej Małopolski.
Miasto położone jest na skrzyżowaniu drogi krajowej nr 9 (Radom – Rzeszów) z drogami wojewódzkimi: nr 875 (połączenie z Mielcem i Leżajskiem) oraz nr 987 (połączenie z Sędziszowem Małopolskim).
Prowadzi przezeń linia kolejowa nr 71 Tarnobrzeg – Rzeszów ze zmodernizowaną w roku 2009 stacją kolejową.
Miasto ma 8394 mieszkańców (31 grudnia 2024).

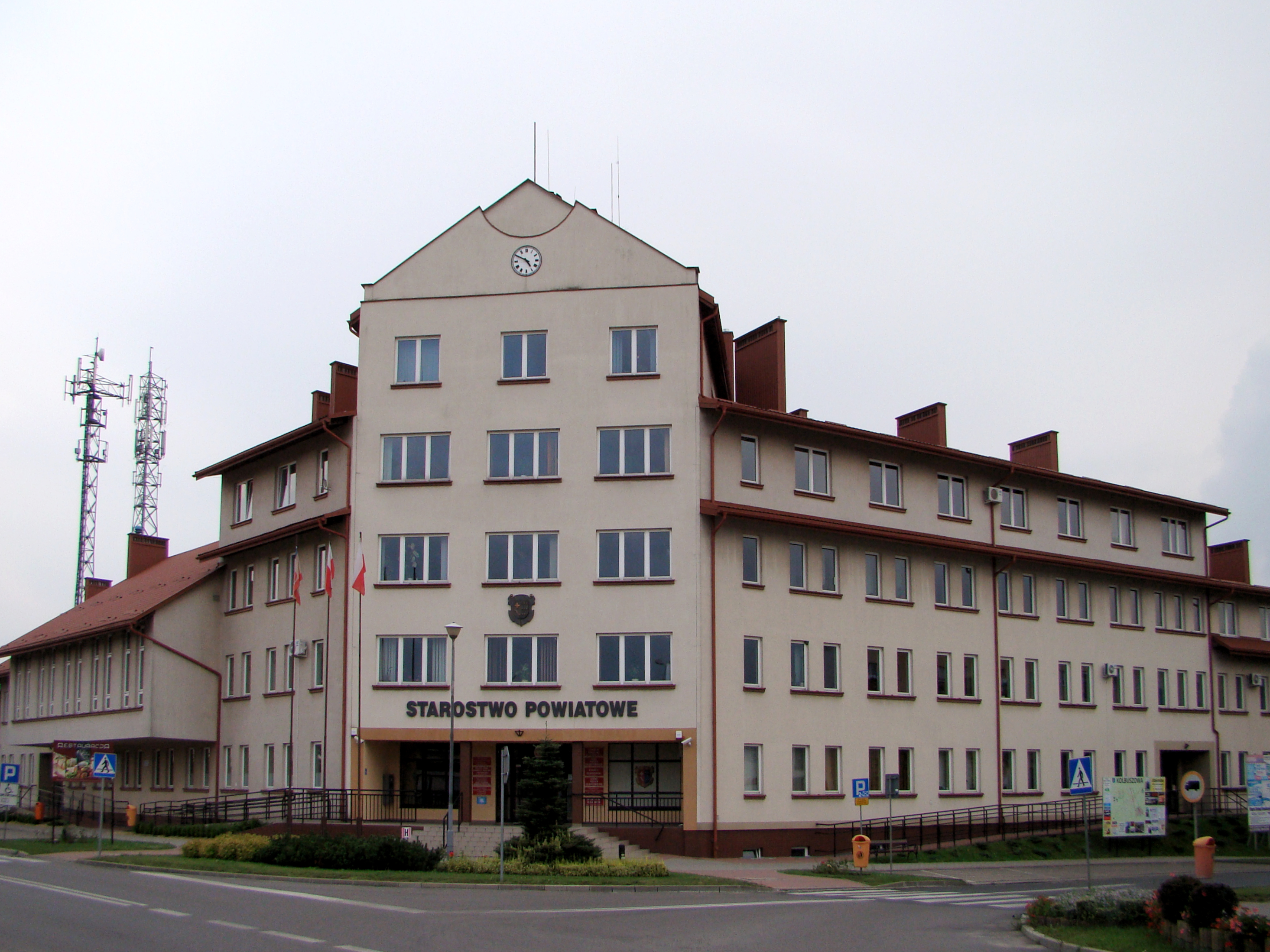
Starostwo Powiatowe w Kolbuszowej

## Historia
Nazwa pochodzi od zasadźcy o nazwisku Kolbuski (Kolbe, Kolbusz). Pojawiła się po raz pierwszy w 1504 r. na miejscu dawnych Porąb Wielkich.
Dawniej w powiecie pilzneńskim województwa sandomierskiego. Lokowana w 1690 roku. W latach 1975–1998 w województwie rzeszowskim.
Miasto lokowane zapewne przed 1683 r. – wspomina o tym dokument Józefa Karola Lubomirskiego regulujący zasady handlu. Przez miasto wiódł szlak handlowy Sandomierz – Przemyśl. Kolbuszowa jako posiadłość Leliwitów Tarnowskich należała do województwa sandomierskiego, kościelnie zaś do diecezji krakowskiej, a po 1786 r. – tarnowskiej. Doszło w niej do tzw. transakcji kolbuszowskiej, zakończonej konstytucją sejmową z 1766 roku.
Po I rozbiorze Polski w 1772 r. miasto przypadło Austrii, pozostając w granicach Królestwa Galicji i Lodomerii. W latach 1773–1782 było siedzibą dystryktu (powiatu) w cyrkule pilzneńskim. Od 1782 r. przez krótki czas znajdowało się w nowo utworzonym cyrkule rzeszowskim, ale po korekcie granic cyrkułów w 1783 r. znalazło się w cyrkule tarnowskim. Po zniesieniu cyrkułów w 1850 r. Kolbuszową objął Bezirkshauptmannschaft Sędziszów. Gdy po reformie uwłaszczeniowej w 1855 r. przywrócono cyrkuły, Kolbuszowa stała się siedzibą jednego z tzw. małych powiatów (Bezirke) w cyrkule tarnowskim. Po nadaniu Galicji autonomii w 1867 r. Kolbuszowa została miastem powiatowym.
W wydanej po raz pierwszy w 1786 r. „Geografii (...) Galicyi i Lodomeryi” jej autor, Ewaryst Andrzej, hrabia Kuropatnicki pisał o Kolbuszowej: Miasto dawne xiążąt Sanguszków, potem xiążąt Lubomirskich dziedzictwo. Pałac tu był sławny choć drewniany, wybornej na sztybrach żelaznych struktury. Pałac ów miał zostać rozebrany z rozkazu Jerzego hr Tyszkiewicza.”
Miejscowość była znana z rękodzielnictwa: ślusarstwa, stolarstwa, tokarstwa i wyrobów kołodziejskich. Handlowano nimi na terenie całej Polski i Litwy. Potem „z braku poparcia i wobec konkurencji fabryk wiedeńskich” produkcja przestała się rozwijać.
5 sierpnia 1919 roku weszła w życie ustawa z dnia 19 lipca 1919 r. o budowie kolei Rzeszów – Sandomierz, która przewidywała rozpoczęcie budowy linii kolejowej przez Kolbuszową, Tarnobrzeg i Sobów na rok 1919.
W 1938 na burmistrza został wybrany Wiktor Winiarski.
9 września 1939 roku 4 batalion forteczny por. Andrzeja Krawca i część batalionu KOP „Wołożyn” kpt. Piotra Tymkiewicza stoczyły bój z nacierającymi na miasto oddziałami niemieckiej 2 Dywizji Pancernej. W walkach poległo około stu żołnierzy polskich, a 300 odniosło rany; straty niemieckie były niewiele mniejsze. Mszcząc się za stawianie oporu Niemcy spalili ponad 300 budynków.
Działające na terenie Kolbuszowej i okolic oddziały AK i BCh przyczyniły się m.in. do ujawnienia tajemnicy broni rakietowej V-1 i V-2, które były testowane przez Niemców na pobliskim poligonie w Bliznie–Pustkowie. Miasto zostało zdobyte przez oddziały 13 armii I Frontu Białoruskiego Armii Czerwonej (po wojnie ku czci poległych żołnierzy sowieckich postawiono na rynku pomnik wdzięczności). Przed wkroczeniem wojsk sowieckich w ramach akcji „Burza” miejscowy oddział AK zaatakował wycofujące się wojska niemieckie, zginęło kilkudziesięciu partyzantów.
W 1964 r. uruchomiono odcinek linii kolejowej Rzeszów – Głogów Małopolski – Kolbuszowa ze stacją Kolbuszowa. W 1971 r. linia została przedłużona do Nowej Dęby i Tarnobrzega. Kolbuszowa zyskała wówczas połączenie kolejowe z większymi ośrodkami miejskimi, łącznie z Warszawą. Było to uwieńczenie kilkudziesięciu lat starań, zapoczątkowanych jeszcze w czasach monarchii austro-węgierskiej.
1 stycznia 1999 r. Kolbuszowa ponownie została siedzibą powiatu kolbuszowskiego.
Na początku 2025 roku wyszła inicjatywa radnego miejskiego, mająca na celu poszerzenie granic miasta o część Kolbuszowej Górnej, część Kolbuszowej Dolnej, część Nowej Wsi i całą miejscowość Brzezówka

### Historia Żydów w Kolbuszowej

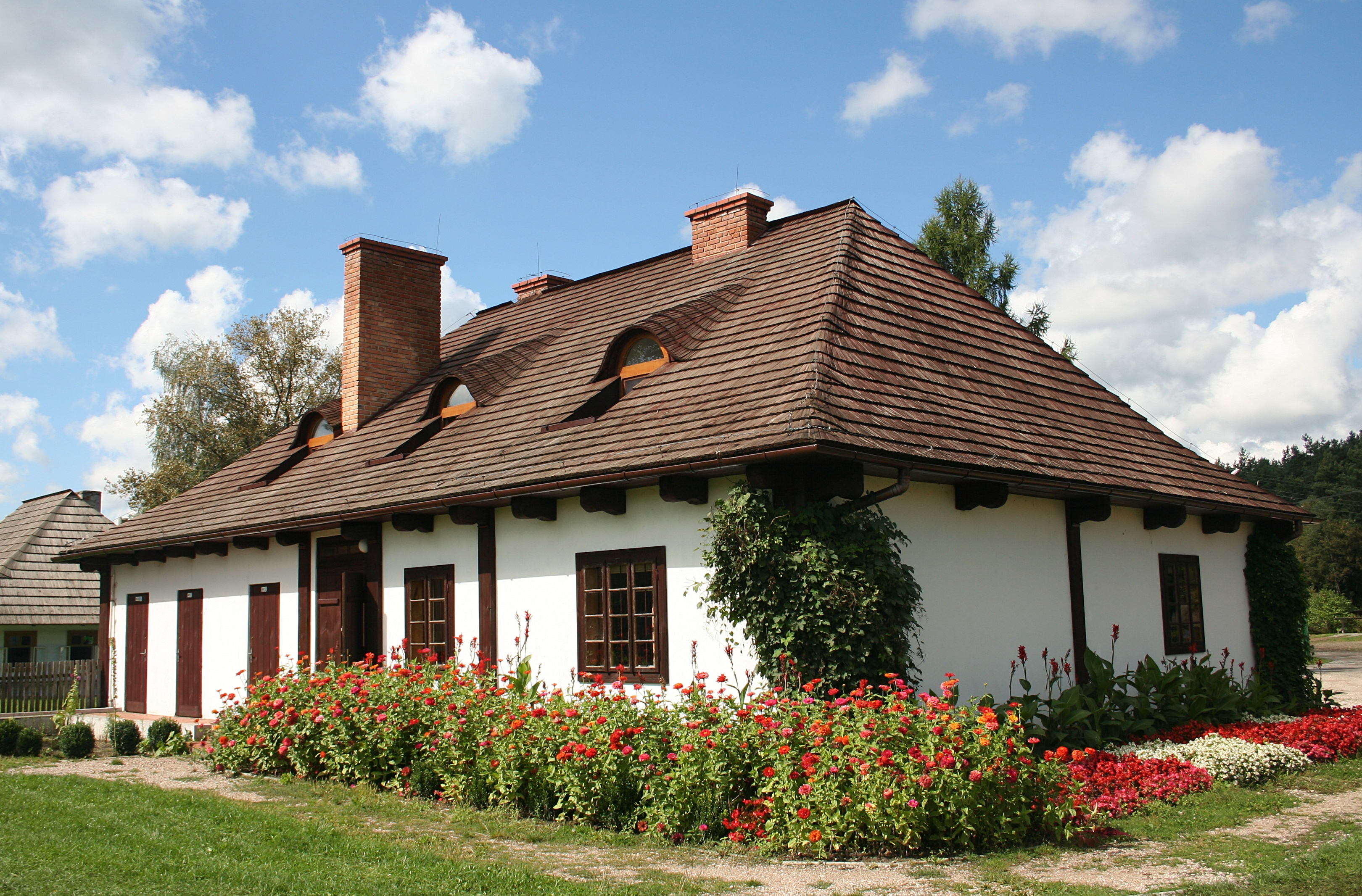
Skansen – Muzeum Kultury Ludowej

Pierwsi Żydzi osiedlali się w XVII w. Trudnili się wówczas handlem, rzemiosłem i wyszynkiem. W 1736 r. istniał już kahał z bóżnicą i mykwą, później powstały szkoła i szpital. W połowie XVIII w. Żydzi stanowili już połowę mieszkańców. W 1866 r. miasto przyjęło wyjątkowy herb – z krzyżem greckim, gwiazdą Dawida i splecionymi w uścisku dłońmi.
W 1919 roku w Kolbuszowej doszło do pogromu Żydów. Zginęło 8 osób (zob. Raport Morgenthaua). We wrześniu 1941 r. Niemcy utworzyli getto, zamykając w nim 2,5 tys. osób. We wrześniu 1942 r. wszystkich wywieźli do getta w Rzeszowie. Świadectwem żydowskiej przeszłości miasta pozostał miejscowy kirkut.

## Atrakcje turystyczne

### Muzeum Kultury Ludowej
W skład kolbuszowskiego muzeum wchodzi skansen istniejący od 1978 roku, zlokalizowany głównie w Brzezówce i w drobnej części na obszarze Kolbuszowej. Jest w nim eksponowane budownictwo Lasowiaków i Rzeszowiaków – grup etnograficznych zamieszkujących tereny środkowej i północnej części województwa podkarpackiego. Teren skansenu podzielono na dwa sektory. W każdym z nich odtwarza się tradycyjną zabudowę wsi z elementami charakterystycznymi dla danej grupy etnograficznej. Budownictwo Lasowiaków usytuowane jest w północno-zachodniej części ekspozycji, a Rzeszowiaków w części południowo-wschodniej. Zagospodarowanie terenu oraz wyposażenie obiektów muzealnych daje obraz lasowiackiej i rzeszowskiej wsi z okresu XIX i początków XX w. Obecnie w skansenie znajduje się ponad 80 obiektów małej i dużej architektury drewnianej, oprócz chałup m.in. kościół, karczma, młyn wodny, remiza strażacka, wiatraki, piec garncarski. W większości są to zabytkowe budynki przeniesione z podkarpackich miejscowości. Resztę stanowią rekonstrukcje.

### Pozostałe
- Kolegiata Wszystkich Świętych w Kolbuszowej,
- Kaplica grobowa rodziny Tyszkiewiczów w Kolbuszowej (Cmentarz Kolegiaty w Kolbuszowej),
- Cmentarz żydowski w Kolbuszowej (kirkut),
- Rynek – zrewitalizowany w 2012 roku (wschodnia ściana została spalona podczas II wojny światowej) z zabytkową studnią pośrodku,
- Pałac Tyszkiewiczów w pobliskiej Weryni,
- Oficyna pałacowa, pozostałość po pałacu Lubomirskich, zrujnowanym przez Rosjan podczas konfederacji barskiej,
- Synagoga w Kolbuszowej,
- zabytkowy Budynek Kasy Zaliczkowej.
- Budynek Towarzystwa Gimnastycznego „Sokół”

## Podział administracyjny
Miasto podzielone jest na trzy jednostki mające status osiedli. Są ponumerowane kolejno 1, 2, 3, bez nazw własnych.

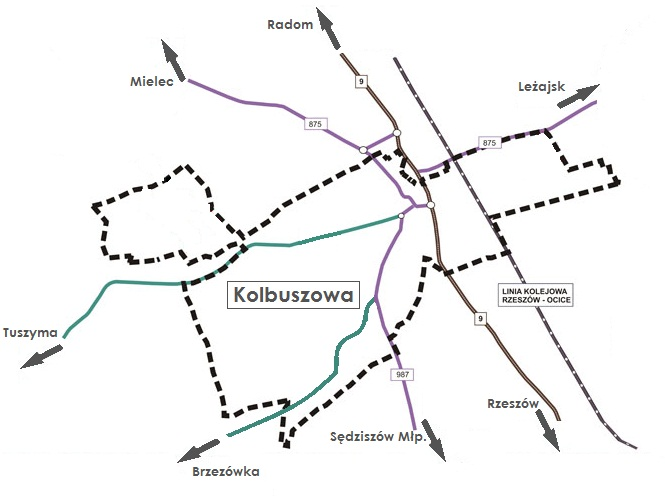
Granice miejskie Kolbuszowej

## Edukacja
Przedszkola
- Przedszkole Publiczne nr 1[24]
- Przedszkole Publiczne nr 2[25]
- Przedszkole Publiczne nr 3[26]
- Przedszkole Niepubliczne pw. św. Józefa[27]
- Niepubliczne Przedszkole „Słoneczny Zakątek”[27]
- Niepubliczne Przedszkole im. Marii Montessori[27]
- Niepubliczne Przedszkole Językowe "Happy Kids"[27]

Szkoły podstawowe
- Szkoła Podstawowa nr 1 im. Henryka Sienkiewicza[28]
- Szkoła Podstawowa nr 2 im. K.K. Baczyńskiego[29]

Szkoły ponadpodstawowe
- Liceum Ogólnokształcące im. Janka Bytnara[30]
- Zespół Szkół Technicznych im. Bohaterów Września 1939 r.[31]
  - Technikum
  - Szkoła branżowa 1 stopnia
- Centrum Kształcenia Zawodowego[32]

Szkoły muzyczne
- Państwowa Szkoła Muzyczna I stopnia[33]

## Wspólnoty wyznaniowe

### Kościół katolicki
Na terenie miasta znajdują się dwie parafie rzymskokatolickie:
- Parafia Wszystkich Świętych w Kolbuszowej
- Parafia Świętego Brata Alberta w Kolbuszowej

#### Kościoły
- Kościół pw. Wszystkich Świętych w Kolbuszowej (Kolegiata)
- Kościół pw. Świętego Brata Alberta w Kolbuszowej

#### Kaplice
- Kaplica Książąt Tyszkiewiczów w Kolbuszowej (Cmentarz Kolegiaty w Kolbuszowej)
- Kaplica Sióstr Służebniczek pw. św. Józefa

### Cmentarze
W mieście są cztery cmentarze:
- przy ulicy Narutowicza, parafii Wszystkich Świętych
- przy ulicy Świętego Brata Alberta, parafii św. Brata Alberta
- przy ulicy Krakowskiej, cmentarz żydowski (kirkut)

## Media
W mieście ukazują się następujące lokalne tytuły prasowe:
- „Przegląd Kolbuszowski” – miesięcznik[34]
- „Korso Kolbuszowskie” – tygodnik, prowadzący serwis informacyjny korsokolbuszowskie.pl[34]

## Kluby sportowe
- KKS Kolbuszowianka Kolbuszowa – piłka nożna, piłka siatkowa, koszykówka, tenis ziemny
- Zet-Bud Kolbuszowa – III i IV liga tenis stołowy
- Sokół Kolbuszowa Dolna – piłka nożna (klasa okręgowa dębicka[35]), piłka nożna kobiet (1 liga, grupa południowa[36])
- UKS Fregata – pływanie
- LO Kolbuszowa – piłka siatkowa
- Belweder Kolbuszowa – tenis stołowy
- Kolbuszowski Klub Nordic Walking
- Kolbuszowski Klub Modelarski – modele samolotów
- Kolbuszowski Klub Turystyczny „Salamandra”
- Kolbuszowski Klub Kyokushin Karate
- Uczniowski Klub Sportowy Tiki Taka Kolbuszowa – biegi lekkoatletyczne

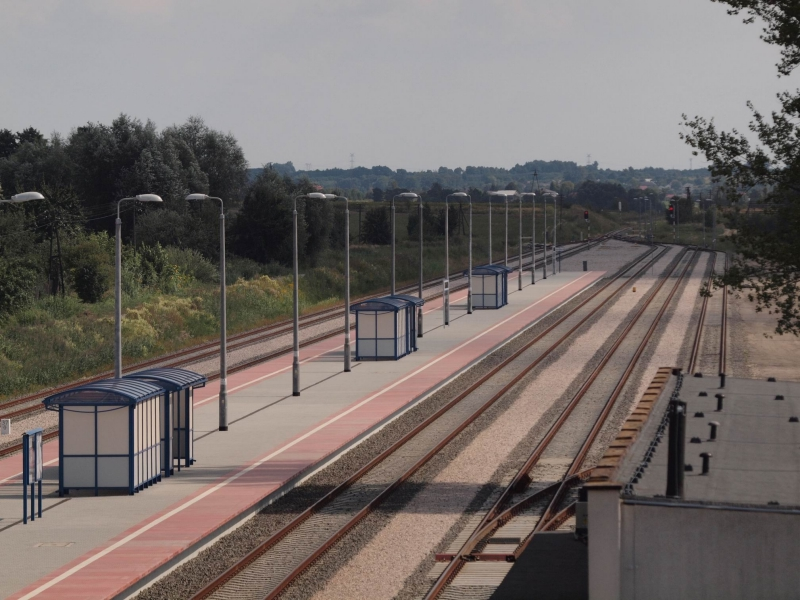
Zmodernizowana stacja kolejowa w Kolbuszowej

## Transport

### Transport drogowy
Przez miasto przebiega dwie drogi o numerze wojewódzkim, oraz jedna krajowa wzdłuż której przebiega trasa europejska.
- 987 – połączenie z Sędziszowem Małopolskim
- 875 – połączenie z miastami: Mielec, Sokołów Małopolski, Leżajsk
- 9 – połączenie z miastami: Rzeszów, Tarnobrzeg, Opatów, Ostrowiec Świętokrzyski, Iłża, Skaryszew, Radom
- E371 – połączenie z miastami: Radom, Ostrowiec Świętokrzyski, Rzeszów, Barwinek, Svidník, Giraltovce, Preszów.

W pobliżu Kolbuszowej przebiega autostrada A4. Węzły w najbliższym położeniu to: węzeł Sędziszów (w Borku Wielkim) oraz węzeł Rzeszów – Północ (w Rudnej Małej). W 2018 roku kolbuszowscy włodarze na czele z sąsiednimi samorządowcami (Nowa Dęba, Tarnobrzeg, Mielec) podjęli starania w sprawie budowy węzła – Kolbuszowa na autostradzie A4, który miałby powstać w miejscowości Czarna Sędziszowska przy drodze wojewódzkiej 987 bezpośrednio łączącej Kolbuszową i Sędziszów Małopolski. 11 października 2019 otwarto jako część drogi wojewódzkiej nr 875 obwodnicę Kolbuszowej i Weryni.

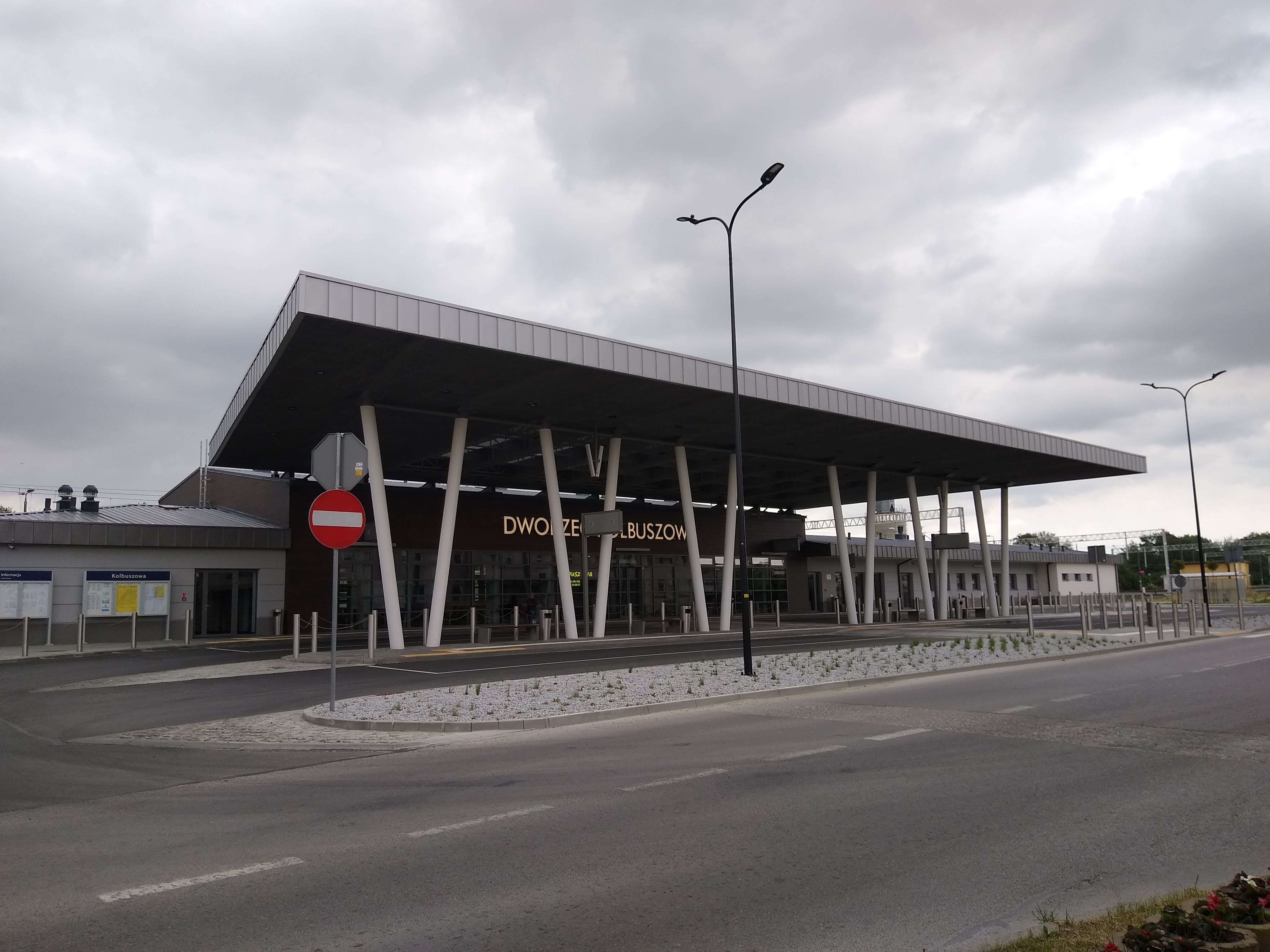
Dworzec w Kolbuszowej (maj 2022)

### Transport kolejowy
Przez Kolbuszową przebiega linia kolejowa nr 71 łącząca stację Ocice (obecnie dzielnica Tarnobrzega, faktycznie na terenie Chmielowa) ze stacją Rzeszów Główny.

### Komunikacja miejska

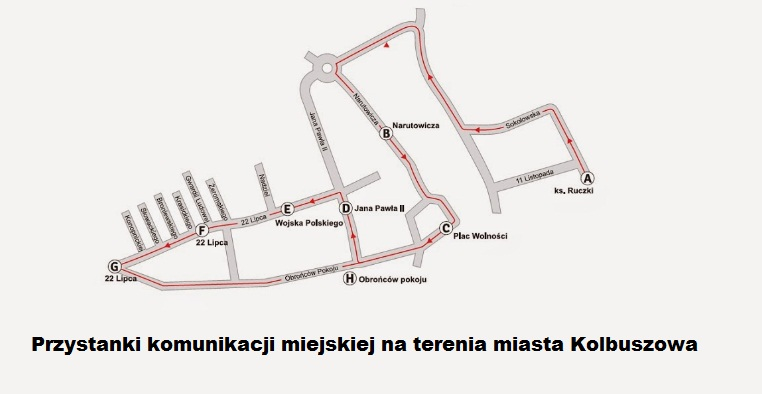
Mapa przystanków miejskich w Kolbuszowej

Od 1 września 2014 r. do marca 2015 r. miasto posiadało komunikację miejską, którą wykonywała firma Arriva, regularnie kursując na „pierwszej” linii miejskiej, objeżdżającej zachodnią część miasta, relacji:
- dworzec PKP/PKS (ul. Ruczki) – cmentarz (ul. Narutowicza) – rynek (pl. Wolności) – Zespół Szkół Technicznych (ul. Jana Pawła II) – ul. Wojska Polskiego (skrzyżowanie z ul. Sienkiewicza) – Szpital Powiatowy (wówczas ul. 22 Lipca) – ul. Obrońców Pokoju (skrzyżowanie z ówczesną ul. 22 Lipca) – Urząd Miasta (ul. Obrońców Pokoju) – dworzec PKP/PKS (ul. Ruczki),

oraz „drugiej” linii podmiejskiej, przejeżdżającej przez:
- Bukowiec – Kupno – Poręby Kupieńskie[39].

## Miasta partnerskie
Kolbuszowa współpracuje z siedmioma zagranicznymi miejscowościami na zasadzie partnerstwa miast:

- Ploërmel (Francja)
- Apensen (Niemcy)
- Cobh (Irlandia)
- Cassino (Włochy)
- Stary Sambor (Ukraina)
- Mátészalka (Węgry)
- Kamieniec Podolski (Ukraina)

## Sąsiednie miejscowości
- Brzezówka
- Bukowiec
- Kolbuszowa Dolna
- Kolbuszowa Górna
- Nowa Wieś
- Świerczów
- Werynia
- Zarębki

## Honorowi Obywatele Miasta i Gminy Kolbuszowa
Honorowe Obywatelstwo Miasta i Gminy Kolbuszowa jest wyrazem najwyższego wyróżnienia i uznania dla zasług lub wybitnych osiągnięć obywateli polskich i cudzoziemców. Tytuł Honorowego Obywatela przyznawany jest na podstawie uchwał podjętych przez Radę Miejską w Kolbuszowej.
- Paul Anselin(inne języki)
- gen. Bronisław Kwiatkowski
- Stanisław Mazan
- ks. bp Kazimierz Górny
- prof. UR Marek Koziorowski(inne języki)
- Joanna Zioło
- Zbigniew Chmielowiec
- Jan Zuba[42]
- ks. Sławomir Zych[42]